# کامیلا اوژندوفسکا
کامیلا اوژندوفسکا (لهستانی: Kamila Urzędowska؛ زادهٔ ۷ ژانویهٔ ۱۹۹۴) بازیگر اهل لهستان است. وی از سال ۲۰۱۸ میلادی تاکنون مشغول فعالیت بوده‌است.
از فیلم‌ها یا مجموعه‌های تلویزیونی که وی در آن‌ها نقش داشته‌است، می‌توان به کارگزار من، ع چون عشق، پدر متیو، کمیسر آلکس، ۲۵ سال بی‌گناهی و خرده‌دهقانان اشاره نمود.